# Recques-sur-Course
Recques-sur-Course è un comune francese di 274 abitanti situato nel dipartimento del Passo di Calais nella regione dell'Alta Francia.

## Società

### Evoluzione demografica
Abitanti censiti